# 戈尔布诺夫和戈尔恰科夫
《戈尔布诺夫和戈尔恰科夫》 (俄语：Горбунóв и Горчакóв，Gorbunov and Gorchakov) 是诗人、作家约瑟夫·布罗茨基的一首诗歌，用俄语写成。
《戈尔布诺夫和戈尔恰科夫》是一首长达四十页的长诗。:212
戈尔布诺夫和戈尔恰科夫是列宁格勒附近的精神病院的病人。:26 这首诗包括在苏联精神病院里，这两个病人之间的冗长的谈话，以及他们各自与审讯的精神病医生之间的谈话。:212 话题从晚餐时白菜的味道，到生活的意义，以及俄罗斯的命运:212。
用桑娜·图罗马的话说，“戈尔布诺夫和戈尔恰科夫”的精神病院是布罗茨基对苏联现实中卡夫卡式荒谬看法的一个例子。:105《戈尔布诺夫和戈尔恰科夫》反映了布罗茨基在与苏联打交道时，被迫权衡精神诊断的好处和危险时所达成的平衡。

## 历史
1963年底，布罗茨基被安排到莫斯科的卡什琴科精神病院，在那里住了几天。:91 几周后，他第二次住院：2月13日他在列宁格勒被捕，2月18日，泽津斯基区法院将他送往位于普赖日卡河畔的第二精神病医院进行精神病检查，在精神病院度过三周时间（2月18日至3月13日）。:91 这两次在精神病院的经历，形成《戈尔布诺夫和戈尔恰科夫》背后的经验，被布罗茨基称为“极其严肃的工作”:90这首诗写于1965年至1968年，1970年出版:25。